# Duke (G.I. Joe)
Duke es un personaje ficticio de la línea de juguetes, cómics y series animadas G.I. Joe: A Real American Hero. Es el primer sargento del Equipo G.I. Joe y debutó en 1983. El personaje también aparece tanto en la serie animada G.I. Joe: Sigma 6 como en los cómics. Channing Tatum interpreta a Duke en la película de acción en vivo de 2009, G.I. Joe: The Rise of Cobra, y la secuela de 2013 G.I. Joe: Retaliation.

## Perfil
Duke es el nombre en clave del sargento primero Conrad S. Hauser, y nació en St. Louis, Missouri. Es un experto políglota, habla inglés, francés y alemán con fluidez, así como varios idiomas del sudeste asiático. Fue el mejor de su clase en Fort Benning, asistió a la escuela de idiomas especiales del Ejército de EE. UU., recibió entrenamiento de las Fuerzas Especiales y trabajó con miembros de tribus de Vietnam del Sur. También fue instructor en cuatro escuelas diferentes de Fuerzas Especiales. A pesar de sus logros, ha rechazado repetidamente cualquier comisión de oficial que se le haya ofrecido. Él cree que el lugar de un comandante está con sus tropas, no detrás de las líneas de batalla.
Duke es el comandante de campo y el segundo al mando del equipo G.I. Joe después de Hawk. En este papel, ha servido como un líder rudo con el ejemplo, un dador de órdenes preciso, una fuente de historia y conocimiento, y un justo solucionador de disputas. Debido a que el equipo ha fluctuado en tamaño y estructura a lo largo de los años, Duke ha supervisado el entrenamiento de los suboficiales en G.I. Joe, así como unidades especiales líderes como Tiger Force y Star Brigade.
Después de que el equipo G.I. Joe se disolvió, Duke desapareció. Más tarde se supo que había estado realizando Black Ops para una agencia secreta del gobierno, cuyas misiones aún son altamente clasificadas. Una de esas misiones fue localizar y detener al mercenario Mayor Bludd, lo que condujo a la evidencia de que el Comandante Cobra había regresado y aceleró la reincorporación de G.I. Joe. Duke volvió al servicio activo en G.I. Joe cuando se restableció el equipo, aunque su comportamiento inconformista y peligroso tomó por sorpresa a algunos de sus colegas de toda la vida y le hizo renunciar a su puesto como comandante de campo por una experiencia más detrás de escena en papel consultivo.

## Juguetes

### Antiguo/Moderno
Duke fue una de las primeras figuras enviadas por correo creadas en 1983 para la línea de figuras de acción G.I. Joe de 3 3/4" de G.I. Joe: A Real American Hero. Más tarde fue lanzado como figura en tarjeta en 1984, como parte de la tercera serie. La figura fue recoloreada y lanzada como líder de la línea "Tiger Force" en 1988.
En 1992 se lanzó una nueva versión de Duke. Se lanzó otra versión como parte de la línea Battle Corps en 1993. También se lanzaron nuevas versiones de Duke en 1993 y 1994, como comandante de la línea Star Line.
Una versión de Duke sin accesorios vino con Built to Rule Armadillo Assault, que siguió la historia de G.I. Joe: Spy Troops. Los antebrazos y las pantorrillas de la figura lucían lugares donde se podían unir bloques. La misma figura fue recoloreada y lanzada en 2005 con el Puesto de Defensa de la Libertad Construido para Gobernar.

### Salón de la Fama
En respuesta a la gran demanda de los coleccionistas nostálgicos de las figuras de acción de G.I. Joe de la era antigua, Hasbro presentó la era de G.I. Joe: Hall of Fame de figuras de acción de 12" en 1991. Duke fue la primera figura de acción de 12" (30 cm) producida en la línea Hasbro G.I. Joe desde 1978.
El primer Duke de 12" fue exclusivo de Target Stores. La popularidad de la figura convenció a Hasbro de lanzar una nueva serie de figuras de acción de G.I. Joe, conocidas como la serie Hall of Fame. Estas nuevas figuras de 12" se basaron en la serie G.I. Joe: A Real American Hero de personajes de figuras de acción de 3,75". El Duke de 12" tenía una cabeza esculpida que nunca se volvió a usar para ninguna otra figura de G.I. Joe, y estaba vestido para el combate de la Tormenta del Desierto, con una mochila, un soporte conmemorativo, un arma iluminada con efectos de sonido, granadas y una pistola Beretta y funda.

### 25 aniversario
Duke fue lanzado en una caja repleta con Snake Eyes, Scarlett, Roadblock y Gung-Ho, creados a partir de un molde completamente nuevo que se basó en gran medida en el diseño original. También fue lanzado en varios paquetes individuales (uno que incluye su Jet Pack que aparece en los créditos iniciales de G.I. Joe: The Movie), paquetes de cómics, paquetes de películas (empaquetados con el DVD de las mejores batallas) y paquetes múltiples. Duke fue una de las únicas figuras de GI Joe que se lanzó en un paquete especial para la serie animada G.I. Joe: Resolute.

### The Rise of Cobra
Para coincidir con el lanzamiento de la película G.I. Joe: The Rise of Cobra, Hasbro lanzó al menos dos figuras en 2009 basadas en el personaje de la película Duke. Para ambos lanzamientos, aparece como Conrad "Duke" Hauser. El primero, clasificado como "Emboscada en el desierto", presenta a Duke con un uniforme de camuflaje del desierto. El segundo, clasificado como "Armadura de impacto reactivo", lo presenta con el uniforme negro estilo película. También se lanzaron dos versiones de Duke como parte de la línea "The Pursuit of Cobra" en 2010, con cabezas no basadas en actores.

### 30 Aniversario
La versión G.I. Joe: Renegades de Duke se lanzó como figura de acción en 2011, como parte de la línea 30th Anniversary. Se lanzaron tres versiones de Duke en 2012, la última aparece nuevamente como Conrad "Duke" Hauser para relacionarla con la película G.I. Joe: Retaliation.

### Serie clasificada de G.I. Joe
El segundo trimestre de 2020 ve el lanzamiento de G.I. Joe Classified Series, una nueva línea de figuras de acción de escala de 6 pulgadas altamente articuladas que incluye personajes prominentes como Duke. Esta línea presenta decoración, detalles, articulación y un diseño clásico de primera calidad actualizados para llevar a los personajes clásicos a la era moderna, además de accesorios inspirados en la rica historia de cada personaje.

## Cómics

### Marvel Comics
En la serie de Marvel Comics G.I. Joe, Duke aparece por primera vez en el número 22. Él y Roadblock actúan como seguridad para el funeral del General Flagg, derribando un avión Rattler atacante. Duke se agrega a la alineación del equipo G.I. Joe, para ayudar a enderezar el equipo y convertirse en el nuevo comandante de campo. Su primera misión es la vigilancia de la Baronesa y el Mayor Bludd en el Instituto de Cirugía Reconstructiva de Berna en Suiza. Una gran batalla da como resultado la captura del Comandante Cobra. Duke lidera un esfuerzo para mantener prisionero al Comandante Cobra en la base de una montaña. Sin embargo, el ninja Cobra Storm Shadow rescata al Comandante.
Luego, Duke viajó a Florida, donde él y Roadblock se encontraron con Cutter y Deep Six, tomaron el aerodeslizador W.H.A.L.E. y atacaron el escondite de Zartan en el pantano de los Everglades de Florida. Después de que Destro y Firefly roban a W.H.A.L.E., Duke y Wild Bill toman el helicóptero Dragonfly para ir tras Destro y recuperar el vehículo. En la ceremonia de apertura de la nueva sede del Pozo, Hawk elige a Duke como el nuevo comandante de campo y el sargento superior del equipo G.I. Joe. Su próxima misión de campo es investigar a un presunto agente encubierto Cobra en Staten Island. El agente escapa, pero deja pistas sobre una operación secreta de Cobra en el Golfo de México. Duke lidera un equipo de asalto en la recién formada Isla Cobra, pero se ve obligado a retirarse cuando la isla es reconocida oficialmente como un estado soberano.
Duke participa en la invasión de la ciudad de Springfield controlada por Cobra, como líder del Equipo de Seguridad. También juega el segundo al mando de Hawk durante la Guerra Civil Cobra. Después de esa misión, Duke pasa algún tiempo entrenando a los nuevos miembros del equipo de Joe. Su próxima misión implica liderar un equipo para sacar a Cobra de Trucial Abysmia, pero la inteligencia subestima enormemente la presencia de Cobra allí. El escuadrón de Duke es capturado y una orden mal interpretada hace que varios hombres sean asesinados a tiros por S.A.W. Viper, Doc, Heavy Metal, Thunder y Crankcase son asesinados inmediatamente. El Viper está herido y los supervivientes escapan en un tanque Cobra Rage. Es destruido, matando a Crazylegs, Breaker y Quick Kick. Duke y los otros dos supervivientes, Cross-Country y Lt. Falcon, regresan sanos y salvos a las líneas amigas.
Duke se recuperaría de esa experiencia y lideraría la defensa del cuartel general Joe, El Pozo, contra Cobra. También dirigió una misión encubierta a la Isla Cobra, para quitarle el control a Firefly y los Red Ninjas. Como líder de Star Brigade, Duke se asoció con la Guardia de Octubre para destruir un asteroide que amenazaba la Tierra. Continuaría trabajando con G.I. Joe hasta su disolución.
En una entrevista en la revista ToyFare, el escritor de cómics de G.I. Joe, Larry Hama, admitió que nunca pudo entender a Duke. Según Hama, las convenciones de cómics militares sostienen que el oficial al mando es el "policía bueno" y el sargento primero es el "policía malo", y Duke, como sargento primero, nunca encaja realmente en el molde del "policía malo".

### Devil's Due
Después de la disolución, Duke fue a asumir tareas de operaciones encubiertas para una agencia secreta del gobierno durante algunos años. Fue durante una de sus misiones que descubre el intento de Cobra de regresar. Él usa esta información para ayudar a reunir el esfuerzo para que G.I. Joe sea reincorporado. En ese momento, Duke tenía una ventaja diferente a él, tomando más riesgos y, a veces, poniendo en peligro a sus compañeros de equipo.
Duke regresa como el comandante de campo del equipo, liderando un equipo para defender Washington D. C. cuando Cobra amenaza al mundo con nanomites. Más tarde, Flint y la Baronesa son secuestrados por la misma organización en Checoslovaquia. Destro y Duke hacen arreglos para que G.I. Joe, Cobra y la Guardia de Octubre se unan para rescatarlos. Cuando Hawk queda incapacitado en un intento de asesinato de Cobra, Duke toma las causas de su mentor herido, luchando contra los malabaristas corruptos mientras mantiene unido al equipo tras la pérdida de su líder.

#### America's Elite
El equipo se reorganiza en la serie G.I. Joe: America's Elite. Duke desaparece y se embarca en su propia misión para localizar al Comandante Cobra. Durante su búsqueda, es capturado por un grupo de B.A.T.s bajo el control de un Crimson Guardsman, que también guardaba rencor contra el Comandante Cobra y deseaba localizarlo. Duke se libera y, después de muchas torturas, mata al Guardia y salva a Washington D. C. de ser bombardeado. Luego, los civiles tratan sus heridas y lo ayudan a regresar a casa. Duke también ayuda a sus colegas a defender su base de Yellowstone de la infiltración enemiga.
Tras la invasión de La Roca, el General Rey se toma un año sabático para llenar algunos de los agujeros en su memoria, y Duke lo acompaña porque no confía en sus intenciones. Descubren que Zandar estuvo involucrado y viajan a los Everglades de Florida, donde se enteran de que uno de los alias de Zandar fue contratado para negociar un trato entre The Coil y los Jugglers. Esto los lleva al psiquiatra del General Rey, el Dr. Scott Stevens, quien revela que el General Rey es un clon de Serpentor. Luego se revela que el Dr. Stevens es el hipnotizador Cobra Crystal Ball, que le ha lavado el cerebro al General Rey y le ordena que mate a Duke. El general Rey se libera del control de Crystal Ball con la ayuda de Duke.
Más tarde, Duke trata con su padre, un manifestante al que no le gusta el ejército. Durante una charla en la casa de su padre, el agente Cobra Interrogator captura a Duke e intenta obtener información sobre las operaciones de G.I. Joe en Oriente Medio. Después de ser rescatado por Roadblock, Duke lidera batallas contra La Plaga tanto en el Medio Oriente como en Nueva York durante la "Tercera Guerra Mundial".
Hasbro anunció más tarde que todas las historias publicadas por Devil's Due Publishing ya no se consideran canónicas y ahora se consideran una continuidad alternativa.

#### Publicaciones IDW
En esta continuidad, Duke ha sido ascendido a coronel tras la destitución del General Hawk y ahora es el líder del equipo G.I. Joe.

### Serie del universo alternativo

#### G.I. Joe vs. los Transformers II
Un accidente científico finalmente envía a un pequeño grupo de soldados Joe y Cobra veinte años hacia el futuro. Un Duke mayor está allí, habiendo perdido todo excepto su brazo derecho. Dirige los últimos restos de la resistencia humana contra el ejército de Shockwave. Este duque no tiene consideración por lo que los viajeros del tiempo tienen que decir y este pensamiento estrecho amenaza toda la corriente del tiempo.

#### G.I. Joe Reloaded
En esta serie, Duke es un agente doble que trabaja para Cobra, debido a su angustia por la voluntad del gobierno de EE. UU. de crear armamento destructivo. En el último número, se enfrenta a Scarlett en un sistema de alcantarillado. Ella gana la partida y lo mata con un cuchillo en la espalda.
En el universo espejo creado por Fun Publications, la contraparte de Duke es el Secretario de Defensa Conrad Hauser, que se desempeña en la administración del presidente estadounidense Joe Colton. En la historia "Eye in the Sky", Hauser tuvo que informar al presidente sobre la pérdida de un satélite de defensa orbital ante los malvados robots alienígenas llamados Autobots, y su eventual destrucción gracias a los esfuerzos de los heroicos Decepticons.

## Serie animada

### A Real American Hero
En el primer G.I. Joe en la miniserie The MASS Device, Duke es el líder de campo de G.I. Joe, bajo el mando del General Flagg. Aunque los cómics y las tarjetas de archivo dicen que Duke es de St. Louis, Missouri, la miniserie The MASS Device dice que Duke es de Iowa. Al comienzo de la primera temporada de G.I. Joe, el papel de oficial al mando alternaba con frecuencia entre Duke y Flint, el suboficial que se presentó en la miniserie The Revenge of Cobra. Esto se debió en parte a que los escritores de la serie intentaron equilibrar la regulación de los personajes, en función de la prominencia de sus figuras de acción. En el episodio de la primera temporada "The Synthoid Conspiracy", Duke fue hecho prisionero por Cobra y reemplazado por un doppelgänger sintético conocido como sintoide, en un intento de obtener el equipo G.I. Joe se disolvió permanentemente.
En la segunda temporada, Hawk reemplaza a Duke como comandante de G.I. Joe. Duke se convierte en el segundo al mando, mientras que Flint es el tercero menos. Duke también aparece brevemente junto a Torpedo en uno de los anuncios de servicio público de la serie sobre los peligros de nadar solo. Duke fue expresado por Michael Bell.

#### G.I. Joe: The Movie
En G.I. Joe: The Movie, Duke prueba el Broadcast Energy Transmitter (BET) en el Himalaya. Es responsable de frustrar el primer intento de Cobra de hacerse cargo de BET usándolo contra Cobra y derrotando a Serpentor. Duke reprende al teniente Falcon por descuidar su deber de guardia, lo que permite que el Serpentor capturado escape con la ayuda de Cobra-La y los Dreadnoks. Sin embargo, Duke más tarde le ahorra a Falcon un duro castigo en una corte marcial, revelando que es el medio hermano mayor de Falcon. En el segundo intento de Cobra de obtener la máquina BET, Duke resulta gravemente herido mientras protege a Falcon cuando Serpentor lo empala en la batalla. Scarlett lo sostiene mientras le pide a su medio hermano Falcon que se convierta en un mejor soldado antes de caer en coma. Esta es la segunda vez que Duke cae en coma: la primera es en la historia de dos partes de "El traidor", donde su condición le impide dejar que los otros Joes se enteren del estado de triple agente de Dusty.
El destino original de Duke en la película era morir a manos de Serpentor. Sin embargo, debido a la reacción violenta de los fanáticos con respecto a la muerte de Optimus Prime en Transformers: la película, Hasbro solicitó una reedición, por lo que Duke simplemente caería en coma luego del ataque venenoso de Serpentor, y una edición posterior agregó un diálogo cerca del final de la película, lo que indica que Duke se recuperó de sus heridas.

### Tropas de espionaje y Valor vs. Venom
Duke apareció en las películas animadas CGI directas a video G.I. Joe: Spy Troops y G.I. Joe: Valor vs. Venom, con la voz de John Payne.

### Sigma 6
En G.I. Joe: Sigma 6, Duke es el líder del equipo G.I. Joe. Ha conservado gran parte de su personalidad de la serie A Real American Hero. aunque con un aspecto mucho más joven y con un nuevo corte de pelo. Otra diferenciación física de este Duque de las continuidades anteriores es la cicatriz en su mejilla derecha. Todavía está dispuesto a meterse en las situaciones más peligrosas, en lugar de enviar a un miembro de su equipo para que lo haga. Este duque se siente mucho más cómodo siendo militar que participando en situaciones sociales, como se ve en el episodio de la primera temporada "Vacaciones".

### Resolute
Duke apareció en G.I. Joe: Resolute, en el que dio la voz de Steve Blum. Él y los otros Joes se enteran del último plan del Comandante Cobra para apoderarse del mundo con una superarma de partículas, enviando a sus diversos subordinados por todo el mundo para asegurar su éxito. En el transcurso de la historia, Duke le da un ultimátum a Scarlett, para ir con Snake Eyes o quedarse con él, y ella elige estar con Duke. Más tarde, durante una misión en Siberia, Duke se lesiona luchando contra Zartan y le ordena a Scarlett que lo deje. Ella se niega y responde: "¡Oh, al diablo con tus órdenes! Me tomó años resolver en mi cabeza lo que quiero, a quién quiero, y hoy lo hice. Me quedo contigo, por todo el tiempo que tengo". ¡Y si son solo seis minutos, maldita sea, voy a pasar mis últimos seis minutos contigo! Después de que el dúo es recogido por Ripcord, Duke promete matar al Comandante Cobra por sus acciones en el transcurso de la historia y lidera el asalto a la base de Cobra en Springfield. Se las arregla para llegar a la sala de control del arma, donde el Comandante se regodea detrás de la ventana de un búnker de que no se puede evitar que el arma dispare en Washington D. C. Duke, en cambio, redirige el arma para disparar en la base de Springfield, y aunque el área es diezmado y los Joe evacuados, un informe de campo al final de la miniserie revela que en un regreso al sitio, Duke encontró que el búnker en el que el Comandante Cobra se refugió estaba vacío.

### Renegades
En G.I. Joe: Renegades, Duke es una versión más joven y mucho más agresiva que sus otras encarnaciones. Duke es miembro del personal de mando y toma la decisión de exponer la verdadera base de la megacorporación Cobra al costo, lo que hace que sean tildados de criminales tras la destrucción de Farmacéuticas Cobra. También es humilde y desinteresado; Durante el entrenamiento, Duke salva a un compañero cadete que había pisado una mina terrestre activada por presión, y Duke recibe el pequeño golpe de la explosión que le deja una cicatriz en la espalda en el proceso. Duke también rechaza un alojamiento y una ceremonia de entrega de medallas.
En el episodio de dos partes "Homecoming", un flashback reveló que Duke estaba en un equipo de fútbol en su juventud y se enfrentó al equipo de fútbol del que Flint formaba parte. Una obra que hizo Flint terminó rompiendo la pierna de Duke y costándole su beca universitaria. Un encuentro posterior con Flint hizo que Duke recibiera la oferta de unirse al ejército. Cuando se le asignó trabajar con Stalker para frustrar un comercio de armas realizado por Industrias MARS, Duke terminó desobedeciendo las órdenes cuando un agente de MARS derribó un helicóptero en el que estaba Lady Jaye y terminó salvándola a ella y al piloto.
En el presente, Duke se separa de los demás cuando capturan a sus padres, Max y Connie. Durante ese tiempo sí tuvo algunos problemas con su hermano Vince quien se mostró disgustado con lo sucedido en Cobra Pharmaceuticals y afirmó que sus padres tienen dudas sobre lo sucedido. Después de que Duke salva a sus padres y se reúne con los otros Joes, llegan a la casa Hauser donde Connie quería invitarlos a comer. Desafortunadamente, Vince había llamado a Flint después de advertirle a Duke que se mantuviera alejado. Duke termina defendiendo sus acciones hacia los otros Joes y le dice a Flint sobre el arresto del grupo que se asegure de que sus familias estén protegidas.
En el final de temporada, obtiene su cicatriz característica en el ojo derecho como resultado de una pelea con el Comandante Cobra.

## Película de acción real

### G.I. Joe: The Rise of Cobra
Channing Tatum interpreta a Duke en la película de 2009 G.I. Joe: The Rise of Cobra. Es el protagonista principal y forma parte del equipo del General Hawk. Al contrario de su historia de fondo original, es un recién llegado al equipo G.I. Joe; todos los novatos de Joe ya son soldados establecidos y bien entrenados. También en la película de 2009, Duke se identifica a sí mismo como Capitán, mientras lleva el rango de Mayor (Ejército) o Teniente Comandante (Marina), aunque todas las versiones de su figura de acción lo clasifican como Mayor/O-4. No hay ninguna referencia en la película a él alguna vez desempeñando funciones como sargento primero. También estaba comprometido para casarse con Ana Lewis (quien acabaría convirtiéndose en la Baronesa), pero la dejó en el altar por culpa de la aparente muerte del hermano de Ana, Rex Lewis.
Al comienzo de la película, Duke y Ripcord encabezan un convoy para entregar una caja de ojivas de nanomites a las Naciones Unidas y la Organización del Tratado del Atlántico Norte. Son emboscados por los soldados liderados por la Baronesa, a quien Duke reconoce como su ex prometida, y son salvados por un grupo de Joes. Llevan las ojivas al Pozo. Duke revela cómo conoce a la Baronesa y, a través del entrenamiento, se convierte en miembro del equipo G.I. Joe. Durante la infiltración de Cobra en El Pozo, Duke le pide a la Baronesa que deje caer la caja de ojivas por las que vino y no puede dispararle. Cobra pronto lanza un ataque contra los Joe y la Baronesa roba las ojivas.
Los Joes persiguen a la Baronesa y Storm Shadow en París. Duke logra apagar una ojiva disparada por Storm Shadow antes de que los nanomites puedan extenderse por la ciudad, pero no antes de que destruya la Torre Eiffel y sea capturado. Intenta sin éxito convencer a la Baronesa de que lo ayude, y también se disculpa por no proteger a Rex y abandonarla. Lo llevan al laboratorio de un hombre enmascarado llamado El Doctor, quien revela que es Rex Lewis y que ha estado controlando a Ana con nanomites. El Doctor inicia un proceso para convertir a Duke en un Neo-Viper, pero Baronesa recupera el sentido y libera a Duke. El líder de Industrias M.A.R.S., James McCullen, intenta matarlo con un lanzallamas, pero Duke le dispara y desfigura la cara de McCullen en la explosión. Duke y la Baronesa luego persiguen al Doctor y McCullen, quienes luego se convierten en el Comandante Cobra y Destro respectivamente. Junto con los otros Joes, ayudan a derrotarlos y encarcelarlos. Mientras Baronesa espera que le quiten los nanomites, Duke y ella comparten un beso.

### G.I. Joe: Retaliation
Tatum regresa como Duke en la secuela, G.I. Joe: Retaliation, en la que el personaje se ha convertido en capitán y líder de operaciones tácticas y ha recibido su propio equipo de Joes. En una misión, dirige al equipo para encontrar a un desertor norcoreano en la Zona desmilitarizada de Corea. Duke también se ha hecho amigo de su segundo al mando Roadblock; los dos luego juegan videojuegos en la casa de este último. Poco después, Duke y los Joes son enviados a Pakistán para recuperar ojivas nucleares cuando el país está en guerra civil. Después de salvar a Flint, Duke es asesinado al principio de la película a través de un ataque aéreo ordenado por Zartan (quien se hacía pasar por el Presidente de los Estados Unidos). Zartan es expuesto y asesinado por Storm Shadow, el Comandante Cobra escapa y G.I. Joe es reintegrado. Roadblock promete ir tras el Comandante Cobra y vengar a Duke.
El director Jon M. Chu había declarado que Duke podría regresar en la tercera película, pero esto no sucedió.

## Videojuegos
Duke es uno de los personajes destacados en el juego de computadora G.I. Joe: A Real American Hero de 1985.
Duke aparece como un personaje jugable en el videojuego de 1991 G.I. Joe creado para Nintendo Entertainment System. También aparece como un personaje jugable en el juego de 1992 G.I. Joe: The Atlantis Factor, y en el juego de arcade G.I. Joe. 
Duke aparece como un personaje jugable en el videojuego G.I. Joe: The Rise of Cobra y G.I. Joe: Operation Blackout.

## Otros medios
- Duke apareció en el episodio de Robot Chicken, "Más sangre, más chocolate", con la voz de Skeet Ulrich. En el segmento "Inside the Battlefield: The Weather Dominator", se menciona que él y Snake Eyes fueron capturados por Cobra y obligados a luchar entre sí. Una mordaza recurrente en ese segmento es que Duke no puede entender lo que escribió Snake Eyes en Etch A Sketch. En "PD: Sí de esa manera", Duke presenta el G.I. Joe al nuevo recluta llamado Calvin, y termina apodándolo "Fumbles" por su torpeza. Después de otro de los momentos torpes de Calvin durante la presentación, Duke convierte a "Fumbles" en el conserje del equipo. Cuando Calvin deserta a Cobra y ataca al G.I. Equipo de Joe, Calvin solo deja vivo a Duke. En "Las divagaciones de Maurice", él y los miembros de G.I. Joe premian a Roadblock con una estatua de chocolate. Después de que Junkyard se come la estatua de chocolate y muere, Duke habla en el funeral de Junkyard y agrega el nombre de Junkyard al Muro de los héroes caídos. Sorprendido de que Junkyard fuera el único nombre en la lista, apuesta a que el Muro de villanos caídos de Cobra está lleno de nombres.
- Las inclinaciones románticas de Duke se abordan en el libro de bolsillo de no ficción Saturday Morning Fever.[57]
- Michael Bell repite su papel de Duke en el episodio de Community episodio "G.I. Jeff."